# Crowder (Musiker)

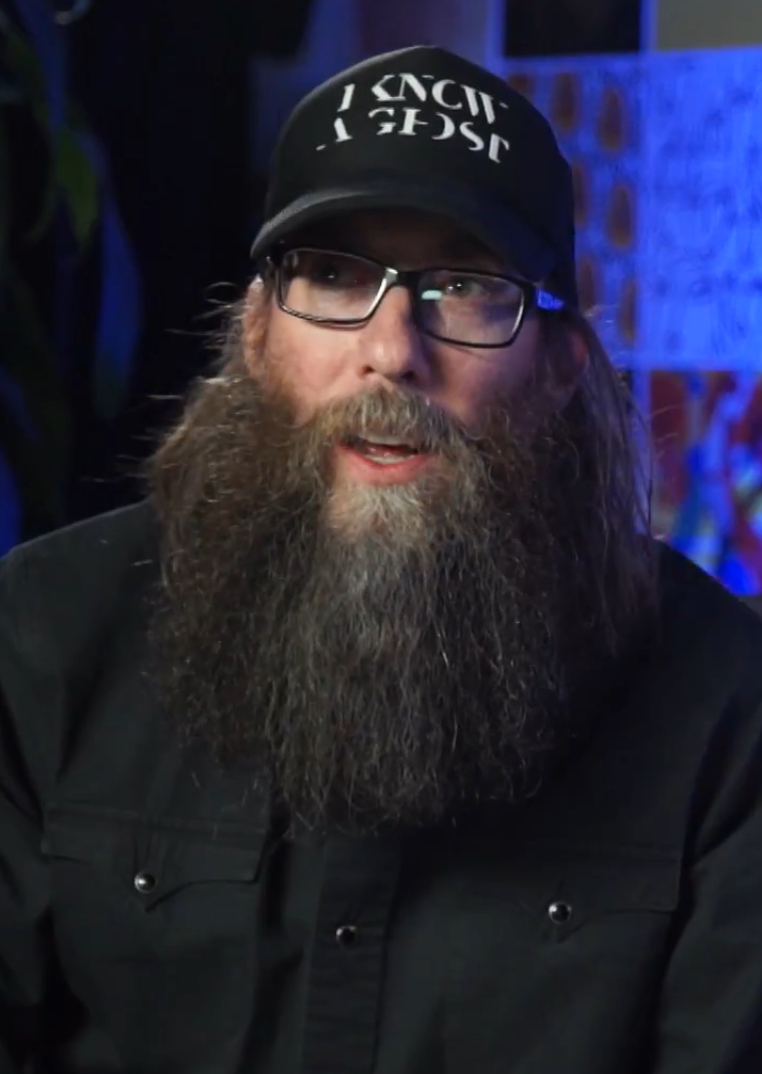
Crowder (2018)

Crowder (* 29. November 1971 als David Wallace Crowder in Texarkana, Texas) ist ein US-amerikanischer Sänger, Songwriter und Multiinstrumentalist im Bereich der christlichen Popmusik. Er war Leadsänger der David Crowder Band, nach deren Auflösung im Jahr 2012 er eine Solokarriere begann.

## Biografie
Crowder studierte an der Baylor University in Waco, Texas, einer christlichen Universität. Er begann seine Musikkarriere, um mehr Studenten zum Besuch der Kirche zu bewegen.
Nachdem sich ihm Jack Parker, Jason Solley, Jeremy Bush, Mike Dodson und Mike Hogan angeschlossen hatten, wurden erste Songs veröffentlicht und 2002 erschien mit Can You Hear Us? das erste Studioalbum der Band. Bis zur Auflösung der David Crowder Band im Jahr 2012 folgten fünf weitere Studioalben, zudem gewann die Band innerhalb dieser Zeit insgesamt 14 Dove Awards. Ihren letzten Auftritt hatte die Band im Januar 2012 beim Georgia Dome. Insgesamt verkauften sie über 1,6 Millionen Alben. Während die anderen Mitglieder in einer neuen Gruppe namens The Digital Age aktiv wurden, trat Crowder erstmals in Juni 2012 mit einer neuen Band auf.
Im November 2012 veröffentlichte Crowder sein erstes Soloalbum iTunes Session. Sein zweites Studioalbum Neon Steeple folgte im Mai 2014 und erreichte die Top 10 der Billboard 200. Auf diesem Album befindet sich unter anderem der Song Come As You Are, welcher für einen Grammy in der Kategorie Best Contemporary Christian Music Performance / Song nominiert wurde. Das dritte Soloalbum American Prodigal wurde im September 2016 veröffentlicht. Im November 2018 veröffentlichte Crowder sein viertes Studioalbum I Know a Ghost.

## Diskografie

### Studioalben
| Jahr                   | Titel                                                            | Höchstplatzierung, Gesamtwochen, AuszeichnungChartplatzierungen (Jahr, Titel, Platzierungen, Wochen, Auszeichnungen, Anmerkungen) | Höchstplatzierung, Gesamtwochen, AuszeichnungChartplatzierungen (Jahr, Titel, Platzierungen, Wochen, Auszeichnungen, Anmerkungen) | Anmerkungen                                            |
| Jahr                   | Titel                                                            | US | Christ | Anmerkungen                                            |
| ---------------------- | ---------------------------------------------------------------- | --- | --- | ------------------------------------------------------ |
| als David Crowder Band |                                                                  | | |                                                        |
|                        |                                                                  | | |                                                        |
| 2002                   | Can You Hear Us?                                                 | — | Christ17 (3 Wo.)Christ | Erstveröffentlichung: 26. Februar 2002                 |
| 2003                   | Illuminate                                                       | US84 (1 Wo.)US | Christ3 (24 Wo.)Christ | Erstveröffentlichung: 16. September 2003               |
| 2005                   | A Collision Or (3 + 4 = 7)                                       | US39 (8 Wo.)US | Christ1 (55 Wo.)Christ | Erstveröffentlichung: 27. September 2005               |
| 2007                   | Remedy                                                           | US22 (9 Wo.)US | Christ1 (50 Wo.)Christ | Erstveröffentlichung: 25. September 2007               |
| 2009                   | Church Music                                                     | US11 (25 Wo.)US | Christ1 (68 Wo.)Christ | Erstveröffentlichung: 22. September 2009               |
| 2012                   | Give Us Rest Or (A Requiem Mass in C [The Happiest of All Keys]) | US2 (6 Wo.)US | Christ1 (37 Wo.)Christ | Erstveröffentlichung: 10. Januar 2012                  |
| als Crowder            |                                                                  | | |                                                        |
|                        |                                                                  | | |                                                        |
| 2012                   | iTunes Session                                                   | US172 (1 Wo.)US | Christ9 (1 Wo.)Christ | Erstveröffentlichung: 13. November 2012                |
| 2014                   | Neon Steeple                                                     | US9 Gold · (9 Wo.)US | Christ1 (196 Wo.)Christ | Erstveröffentlichung: 27. Mai 2014 Verkäufe: + 500.000 |
| 2016                   | American Prodigal                                                | US12 (3 Wo.)US | Christ1 (147 Wo.)Christ | Erstveröffentlichung: 23. September 2016               |
| 2018                   | I Know a Ghost                                                   | US43 (2 Wo.)US | Christ2 (88 Wo.)Christ | Erstveröffentlichung: 9. November 2018                 |
| 2021                   | Milk & Honey                                                     | US59 (1 Wo.)US | Christ1 (147 Wo.)Christ | Erstveröffentlichung: 11. Juni 2021                    |
| 2024                   | The Exile                                                        | US102 (1 Wo.)US | Christ1 (26 Wo.)Christ | Erstveröffentlichung: 31. Mai 2024                     |

### Livealben
| Jahr                   | Titel                     | Höchstplatzierung, Gesamtwochen, AuszeichnungChartplatzierungen (Jahr, Titel, Platzierungen, Wochen, Auszeichnungen, Anmerkungen) | Höchstplatzierung, Gesamtwochen, AuszeichnungChartplatzierungen (Jahr, Titel, Platzierungen, Wochen, Auszeichnungen, Anmerkungen) | Anmerkungen                          |
| Jahr                   | Titel                     | US | Christ | Anmerkungen                          |
| ---------------------- | ------------------------- | --- | --- | ------------------------------------ |
| als David Crowder Band |                           | | |                                      |
|                        |                           | | |                                      |
| 2004                   | The Lime CD               | — | Christ16 (6 Wo.)Christ | Erstveröffentlichung: 23. März 2004  |
| 2008                   | Remedy Club: Tour Edition | US88 (1 Wo.)US | Christ5 (4 Wo.)Christ | Erstveröffentlichung: 19. April 2008 |

### Kompilationen
| Jahr                   | Titel                                         | Höchstplatzierung, Gesamtwochen, AuszeichnungChartplatzierungen (Jahr, Titel, Platzierungen, Wochen, Auszeichnungen, Anmerkungen) | Höchstplatzierung, Gesamtwochen, AuszeichnungChartplatzierungen (Jahr, Titel, Platzierungen, Wochen, Auszeichnungen, Anmerkungen) | Anmerkungen                        |
| Jahr                   | Titel                                         | US | Christ | Anmerkungen                        |
| ---------------------- | --------------------------------------------- | --- | --- | ---------------------------------- |
| als David Crowder Band |                                               | | |                                    |
|                        |                                               | | |                                    |
| 2013                   | All This for a King: The Essential Collection | US70 (1 Wo.)US | Christ3 (12 Wo.)Christ | Erstveröffentlichung: 21. Mai 2013 |

### Weihnachtsalben
| Jahr                   | Titel                                     | Höchstplatzierung, Gesamtwochen, AuszeichnungChartplatzierungen (Jahr, Titel, Platzierungen, Wochen, Auszeichnungen, Anmerkungen) | Höchstplatzierung, Gesamtwochen, AuszeichnungChartplatzierungen (Jahr, Titel, Platzierungen, Wochen, Auszeichnungen, Anmerkungen) | Anmerkungen                            |
| Jahr                   | Titel                                     | US | Christ | Anmerkungen                            |
| ---------------------- | ----------------------------------------- | --- | --- | -------------------------------------- |
| als David Crowder Band |                                           | | |                                        |
|                        |                                           | | |                                        |
| 2011                   | Oh for Joy                                | US82 (7 Wo.)US | Christ6 (14 Wo.)Christ | Erstveröffentlichung: 4. Oktober 2011  |
| als Crowder            |                                           | | |                                        |
|                        |                                           | | |                                        |
| 2022                   | Milk & Cookies: A Merry Crowder Christmas | — | Christ29 (5 Wo.)Christ | Erstveröffentlichung: 21. Oktober 2022 |

### EPs
| Jahr                   | Titel                   | Höchstplatzierung, Gesamtwochen, AuszeichnungChartplatzierungen (Jahr, Titel, Platzierungen, Wochen, Auszeichnungen, Anmerkungen) | Höchstplatzierung, Gesamtwochen, AuszeichnungChartplatzierungen (Jahr, Titel, Platzierungen, Wochen, Auszeichnungen, Anmerkungen) | Anmerkungen                            |
| Jahr                   | Titel                   | US | Christ | Anmerkungen                            |
| ---------------------- | ----------------------- | --- | --- | -------------------------------------- |
| als David Crowder Band |                         | | |                                        |
|                        |                         | | |                                        |
| 2005                   | Sunsets & Sushi         | — | Christ5 (4 Wo.)Christ | Erstveröffentlichung: 15. Februar 2005 |
| 2006                   | B Collision             | US118 (1 Wo.)US | Christ5 (12 Wo.)Christ | Erstveröffentlichung: 27. Juni 2006    |
| 2010                   | Summer Happiness        | US105 (1 Wo.)US | Christ5 (2 Wo.)Christ | Erstveröffentlichung: 22. Juni 2010    |
| als Crowder            |                         | | |                                        |
|                        |                         | | |                                        |
| 2015                   | Neon Porch Extravaganza | — | Christ11 (1 Wo.)Christ | Erstveröffentlichung: 15. Januar 2008  |

### Singles
| Jahr | Titel Album                                                                            | Höchstplatzierung, Gesamtwochen, AuszeichnungChartsChartplatzierungen (Jahr, Titel, Album, Platzierungen, Wochen, Auszeichnungen, Anmerkungen) | Anmerkungen                                                                    |
| Jahr | Titel Album                                                                            | Christ | Anmerkungen                                                                    |
| --- | -------------------------------------------------------------------------------------- | --- | ------------------------------------------------------------------------------ |
| als David Crowder Band |                                                                                        | |                                                                                |
| |                                                                                        | |                                                                                |
| 2003 | O Praise Him (All This for a King) Illuminate                                          | Christ21 (23 Wo.)Christ |                                                                                |
| 2004 | Open Skies Illuminate                                                                  | Christ7 (29 Wo.)Christ |                                                                                |
| 2005 | Here Is Our King A Collision Or (3 + 4 = 7)                                            | Christ7 (22 Wo.)Christ |                                                                                |
| 2006 | Wholly Yours A Collision Or (3 + 4 = 7)                                                | Christ7 (29 Wo.)Christ |                                                                                |
| 2007 | Foreverandever, Etc. A Collision Or (3 + 4 = 7)                                        | Christ24 (8 Wo.)Christ |                                                                                |
| 2007 | Everything Glorious Remedy                                                             | Christ2 (34 Wo.)Christ |                                                                                |
| 2008 | Never Let Go Remedy                                                                    | Christ27 (6 Wo.)Christ |                                                                                |
| 2008 | O, For a Thousand Tongues to Sing Remedy                                               | Christ24 (8 Wo.)Christ |                                                                                |
| 2009 | How He Loves Church Music                                                              | Christ8 Platin · (27 Wo.)Christ | Verkäufe: + 1.000.000                                                          |
| 2010 | Oh, Happiness Church Music                                                             | Christ38 (19 Wo.)Christ |                                                                                |
| 2010 | SMS (Shine) Church Music                                                               | Christ21 (20 Wo.)Christ |                                                                                |
| 2011 | Go Tell It on the Mountain Oh for Joy                                                  | Christ34 (1 Wo.)Christ |                                                                                |
| 2011 | The First Noel Oh for Joy                                                              | Christ28 (4 Wo.)Christ |                                                                                |
| 2011 | Joy to the World Oh for Joy                                                            | Christ27 (4 Wo.)Christ |                                                                                |
| 2011 | Let Me Feel You Shine Give Us Rest Or (A Requiem Mass in C [The Happiest of All Keys]) | Christ20 (17 Wo.)Christ |                                                                                |
| 2012 | After All (Holy) Give Us Rest Or (A Requiem Mass in C [The Happiest of All Keys])      | Christ19 (22 Wo.)Christ |                                                                                |
| als Crowder |                                                                                        | |                                                                                |
| |                                                                                        | |                                                                                |
| 2013 | I Am Neon Steeple                                                                      | Christ3 (34 Wo.)Christ |                                                                                |
| 2014 | Come As You Are Neon Steeple                                                           | Christ3 Platin · (34 Wo.)Christ | Verkäufe: + 1.000.000                                                          |
| 2015 | Lift Your Head Weary Sinner (Chains) Neon Steeple                                      | Christ11 (26 Wo.)Christ |                                                                                |
| 2016 | Run Devil Run American Prodigal                                                        | Christ22 (9 Wo.)Christ | Erstveröffentlichung: 17. Juni 2016                                            |
| 2016 | My Victory American Prodigal                                                           | Christ12 (26 Wo.)Christ | Erstveröffentlichung: 1. Juli 2016                                             |
| 2017 | Forgiven American Prodigal                                                             | Christ10 (27 Wo.)Christ |                                                                                |
| 2017 | Back to the Garden American Prodigal                                                   | Christ45 (1 Wo.)Christ |                                                                                |
| 2017 | All My Hope –                                                                          | Christ3 Gold · (38 Wo.)Christ | Erstveröffentlichung: 8. September 2017 feat. Tauren Wells Verkäufe: + 500.000 |
| 2018 | Red Letters I Know a Ghost                                                             | Christ9 Gold · (29 Wo.)Christ | Erstveröffentlichung: 19. September 2018 Verkäufe: + 500.000                   |
| 2018 | Wildfire I Know a Ghost                                                                | Christ43 (1 Wo.)Christ | Erstveröffentlichung: 19. September 2018                                       |
| 2019 | Let It Rain (Is There Anybody) I Know a Ghost                                          | Christ10 (26 Wo.)Christ | Erstveröffentlichung: 28. Juni 2019 feat. Mandisa                              |
| 2020 | I’m Leaning On You I Know a Ghost                                                      | Christ19 (25 Wo.)Christ | Erstveröffentlichung: 14. Februar 2020 feat. Riley Clemmons                    |
| 2020 | Night Like This I Know a Ghost                                                         | Christ47 (1 Wo.)Christ | Erstveröffentlichung: 15. Mai 2020                                             |
| 2021 | Good God Almighty Milk & Honey                                                         | Christ1 Gold · (31 Wo.)Christ | Erstveröffentlichung: 15. Januar 2021 Verkäufe: + 500.000                      |
| 2021 | He Is Milk & Honey                                                                     | Christ30 (3 Wo.)Christ |                                                                                |
| 2021 | Milk & Honey                                                                           | Christ37 (1 Wo.)Christ |                                                                                |
| 2021 | In the House Milk & Honey                                                              | Christ1 (35 Wo.)Christ |                                                                                |
| 2022 | God Really Loves Us Milk & Honey                                                       | Christ3 (38 Wo.)Christ | Erstveröffentlichung: 3. Juni 2022 mit Dante Bowe feat. Maverick City Music    |
| 2023 | Grave Robber The Exile                                                                 | Christ8 (26 Wo.)Christ | Erstveröffentlichung: 10. November 2023                                        |
| 2024 | ---- [DASH] The Exile                                                                  | Christ33 (11 Wo.)Christ | Erstveröffentlichung: 5. April 2024 mit Tobymac                                |
| 2025 | Still –                                                                                | Christ32 (… Wo.)Christ | Erstveröffentlichung: 18. Juli 2025 mit Zach Williams                          |
| Folgende Lieder erschienen nicht als Single, wurden aber durch das Album zum Download und Streaming bereitgestellt und konnten somit eine Platzierung erlangen: |                                                                                        | |                                                                                |
| |                                                                                        | |                                                                                |
| als Crowder |                                                                                        | |                                                                                |
| |                                                                                        | |                                                                                |
| 2014 | My Beloved Neon Steeple                                                                | Christ31 (3 Wo.)Christ |                                                                                |
| 2022 | Thanks Giver Milk & Cookies: A Merry Crowder Christmas                                 | Christ28 (3 Wo.)Christ |                                                                                |
| 2022 | The Elf Song Milk & Cookies: A Merry Crowder Christmas                                 | Christ27 (5 Wo.)Christ |                                                                                |
| 2023 | Carol of the Bells Milk & Cookies: A Merry Crowder Christmas                           | Christ44 (2 Wo.)Christ | mit Tommee Profitt                                                             |
| 2024 | Somebody Prayed The Exile                                                              | Christ6 (42 Wo.)Christ |                                                                                |

### Gastbeiträge
| Jahr | Titel Album                                 | Höchstplatzierung, Gesamtwochen, AuszeichnungChartsChartplatzierungen (Jahr, Titel, Album, Platzierungen, Wochen, Auszeichnungen, Anmerkungen) | Anmerkungen                                                          |
| Jahr | Titel Album                                 | Christ | Anmerkungen                                                          |
| --- | ------------------------------------------- | --- | -------------------------------------------------------------------- |
| als Crowder |                                             | |                                                                      |
| |                                             | |                                                                      |
| 2019 | Testify Never Fold                          | Christ46 (2 Wo.)Christ | Erstveröffentlichung: 10. Mai 2019 Social Club Misfits feat. Crowder |
| Folgende Lieder erschienen nicht als Single, wurden aber durch das Album zum Download und Streaming bereitgestellt und konnten somit eine Platzierung erlangen: |                                             | |                                                                      |
| |                                             | |                                                                      |
| 2014 | Come As You Are Passion: Take It All (Live) | Christ43 (1 Wo.)Christ | Passion feat. Crowder                                                |

Weitere Gastbeiträge
- 2019: Home (Tedashii feat. Crowder)